# Euclymene coronata
Euclymene coronata är en ringmaskart som beskrevs av Addison Emery Verrill 1900. Euclymene coronata ingår i släktet Euclymene och familjen Maldanidae. Inga underarter finns listade i Catalogue of Life.